# سیارک ۱۲۳۸
سیارک ۱۲۳۸ (به انگلیسی: 1238 Predappia، نامگذاری:1932CA) هزار و دویست و سی و هشتمین سیارک کشف شده‌است که در ۴ فوریه ۱۹۳۲ کشف شد.
قدر مطلق سیارک برابر ۱۱٫۹۰ است.